# Paratelmatobius
Paratelmatobius là một chi động vật lưỡng cư trong họ Leptodactylidae, thuộc bộ Anura. Chi này có 5 loài và 80% bị đe dọa hoặc tuyệt chủng.